# Sint-Martinuskerk (Stein)

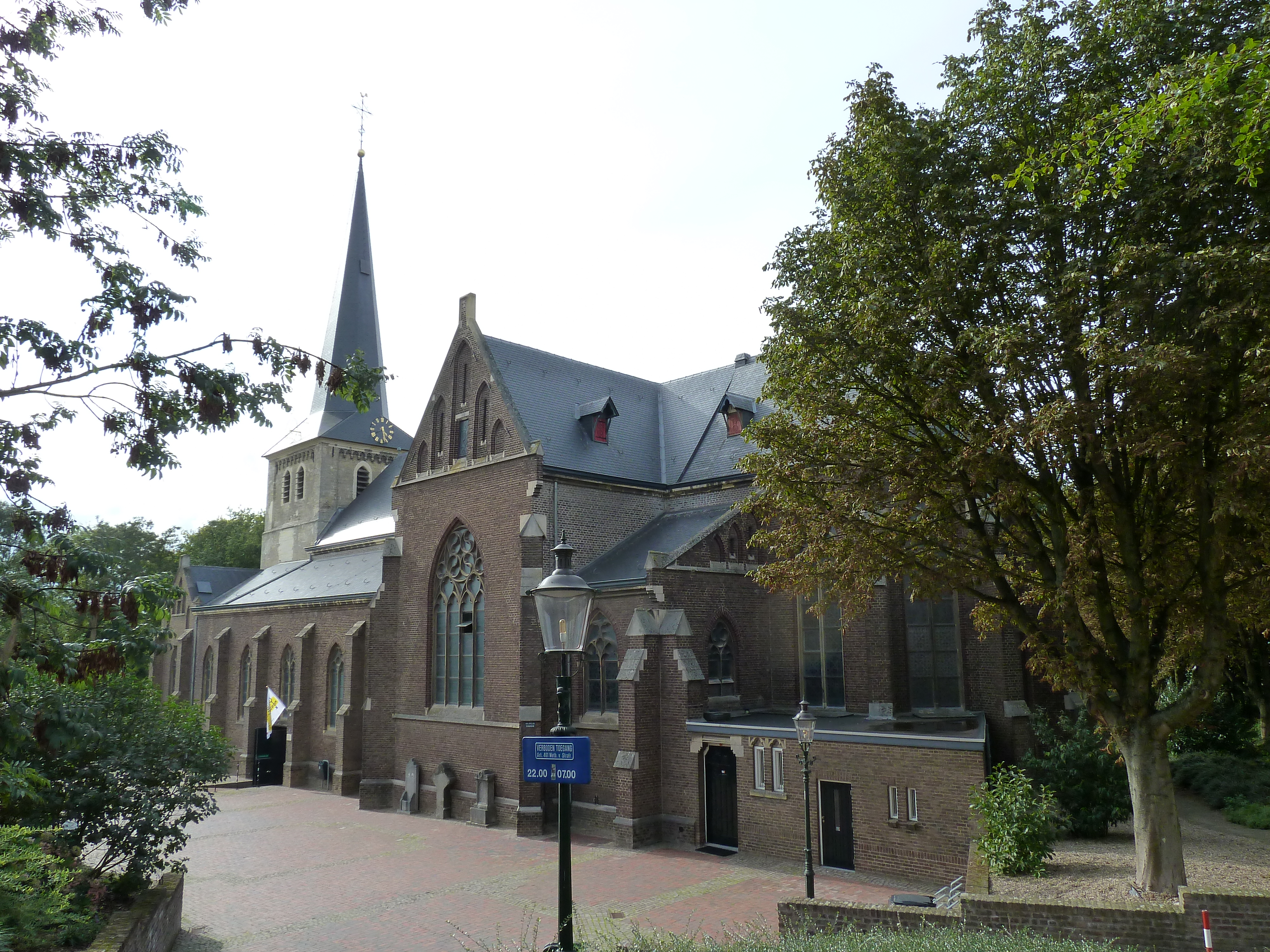
Na de restauratie

De Sint-Martinuskerk is een kerkgebouw in het Nederlandse dorp Stein. De huidige kerk werd in neogotische stijl ontworpen door architect Johannes Kayser en gebouwd in 1884.
De Sint-Martinuskerk is een driebeukige kruiskerk met een ingebouwde 14e-eeuwse mergelstenen toren van drie geledingen met ingesnoerde spits. De bovenste geleding van de toren is met driepasfries en hoeklisenen versierd.
Het huidige schip met kruisribgewelven en de zijbeuken dateert uit 1929-1930 en is ontworpen door J.H.H. van Groenendael, die ook twee zijkapellen tegen de toren liet bouwen. In het driehoekig schip staan nog drie paar zuilen met maaslandkapitelen van de oude kerk uit de 15e eeuw.
Op 15 mei 2004 stortte een deel van de toren in na een hevige brand, waarbij ook het oude torenuurwerk verloren ging. De kerk werd in 2005-2006 gerestaureerd. Hierbij werd ook de grafkelder onder handen genomen, waarin onder anderen het stoffelijk overschot ligt van Herman van Bronckhorst-Batenburg. Op 25 maart 2007 werd de kerk opnieuw in gebruik genomen.